# Sonzacate
Sonzacate – miasto w Salwadorze; w departamencie Sonsonate. Stanowi północne przedmieścia stolicy departament - miasta Sonsonate. Ludność (2007): 25,0 tys. Rozwinął się tutaj przemysł spożywczy i chemiczny.
Nazwa miasta wywodzi się od słowa centzunzacat, które w języku nahuatl oznacza "wielka trawa" lub "czterysta ziół".